# Montsjegorsk
Montsjegorsk (russisk: Мончегорск) er en by på 50.700 indbyggere(2005), beliggende på Kolahalvøen i Murmansk oblast i det nordvestlige Rusland ca. 145 syd for Murmansk. "Montsje" betyder ”smuk" på samisk; "Montsjegorsk" "Smukke bjerge”. Montsjegorsk ligger for foden af bjergkæden Chibinen ved indsøen Imandra.
Montsjegorsk er et center for nikkel- og kobberproduktion, hvilket har forurenet området omkring byen. Den russiske Montsjegorsk flybase ligger 13 km nordøst for byen. Byen er også kendt som et vintersportscenter i området.
Montsjegorsk er venskabsby med den norske by Sortland.